# Forêt nationale de Bienville
Pour les articles homonymes, voir Bienville (homonymie).
La forêt nationale de Bienville (en anglais : Bienville National Forest) est une aire protégée américaine dans les comtés de Jasper, Leake, Newton, Scott et Smith, au Mississippi. Cette forêt nationale a été créée le 15 juin 1936.